# Gelat de crema
El gelat de crema, també anomenat gelat de mantecat i sovint amb la castellanització mantecado, és un gelat base fet amb llet, sucre, llima, canyella, rovells d'ou i midó de dacsa amb nata muntada o sense. Posteriorment es pot afegir qualsevol aromatitzant per fer altres tipus de gelats.
Era un gelat bastant conegut per tot arreu quan la fabricació del gelat era artesana per iberuts i xixonencs. Actualment és un gelat en desús a causa de la incorporació de nous sabors que arraconen els tradicionals.